# Бур де Мезон
Бур де Мезон (фр. Bourg-des-Maisons) насеље је и општина у југозападној Француској у региону Аквитанија, у департману Дордоња која припада префектури Периже.
По подацима из 2011. године у општини је живело 62 становника, а густина насељености је износила 6,9 становника/km². Општина се простире на површини од 8,99 km². Налази се на средњој надморској висини од 206 метара (максималној 216 m, а минималној 129 m).

## Демографија
| 1962. | 1968. | 1975. | 1982. | 1990. | 1999. | 2011. |
| ----- | ----- | ----- | ----- | ----- | ----- | ----- |
| 61    | 86    | 80    | 51    | 55    | 78    | 62    |

График промене броја становника у току последњих година